# Rundkirche Petronell

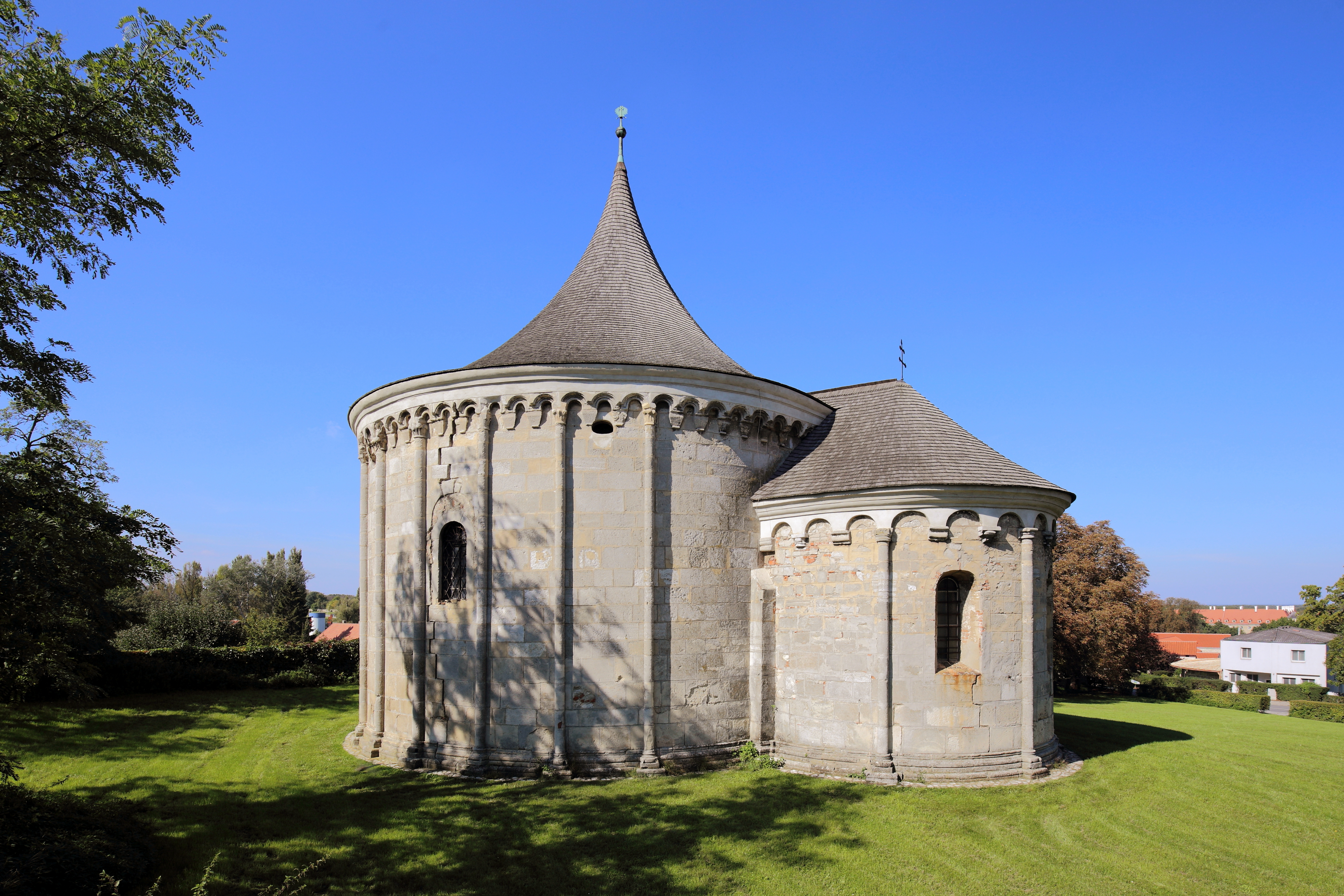
Rundkirche Hl. Johannes der Täufer in Petronell

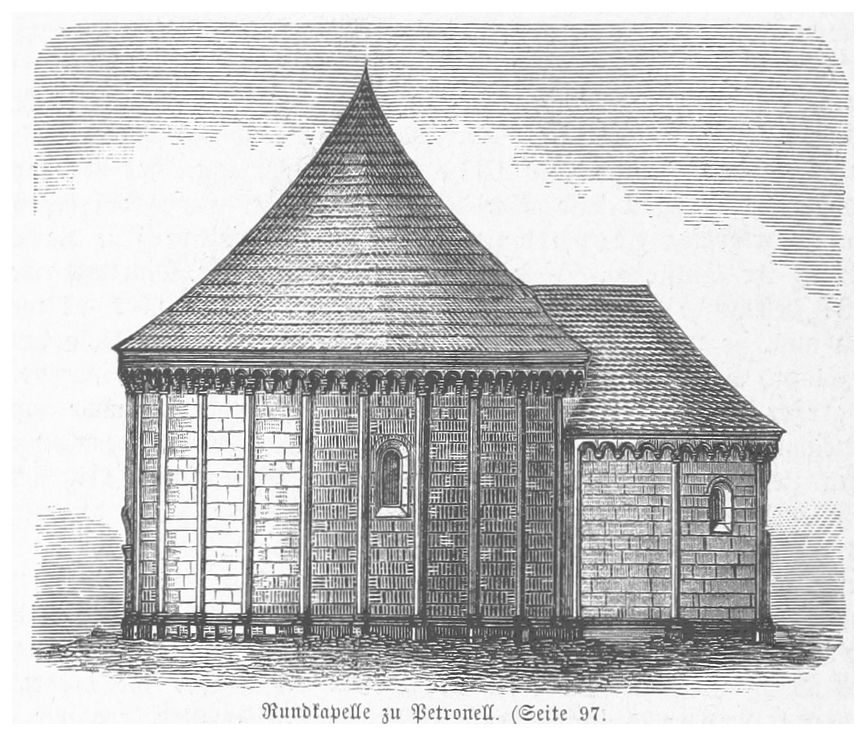
Stich von Moriz Bermann aus dem Jahr 1880

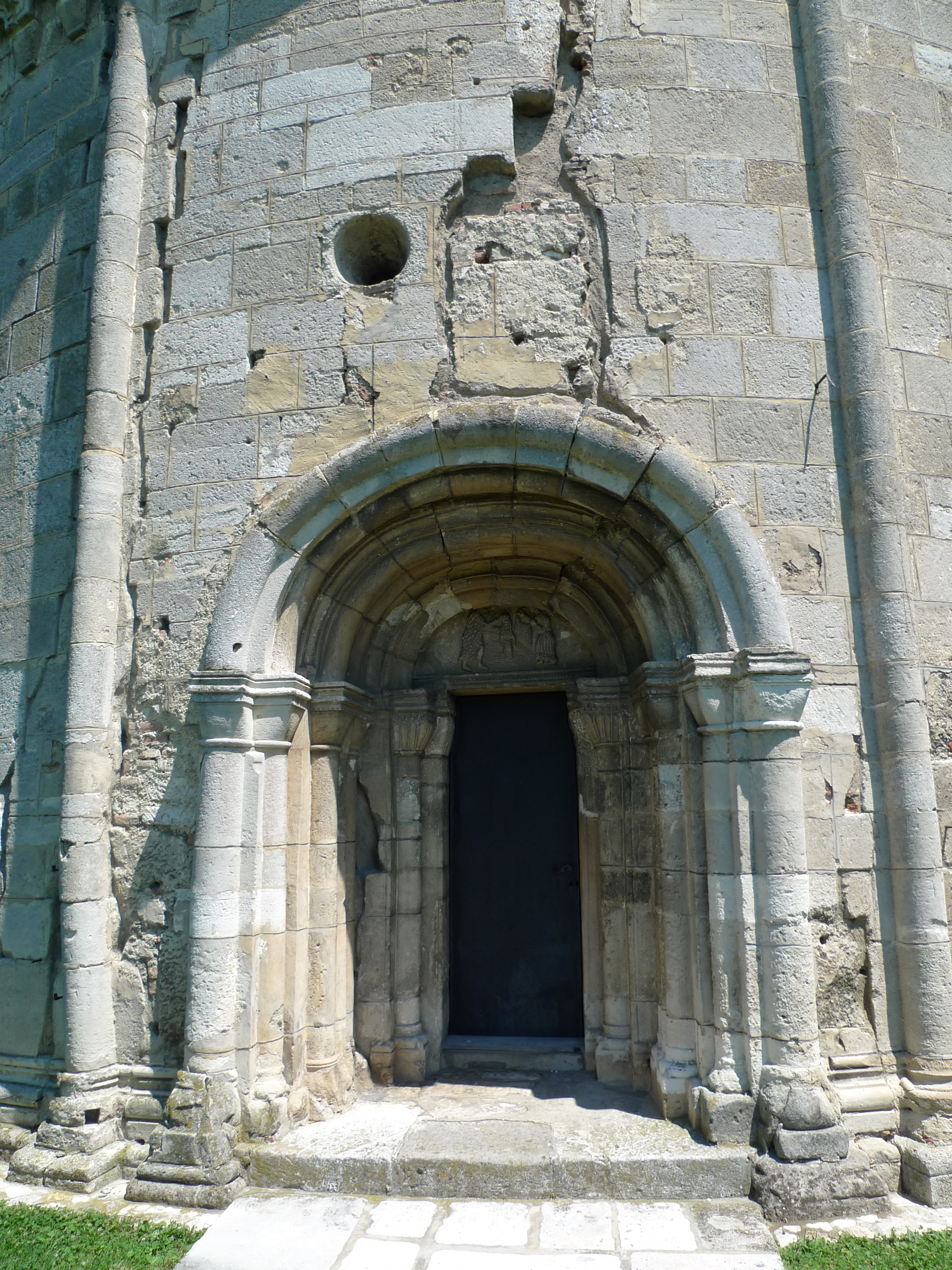
Eingangsportal

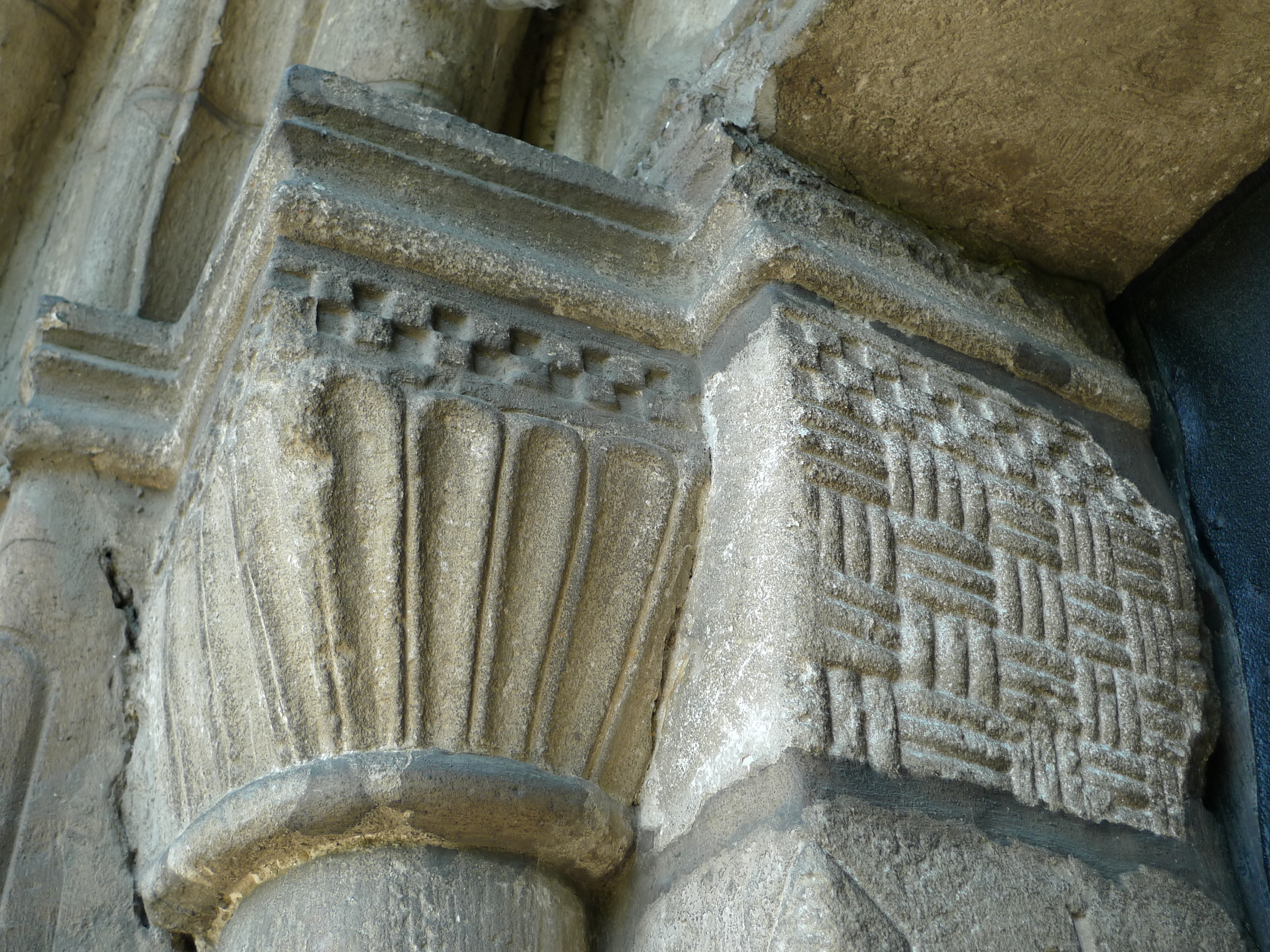
Portal, Würfelkapitelle

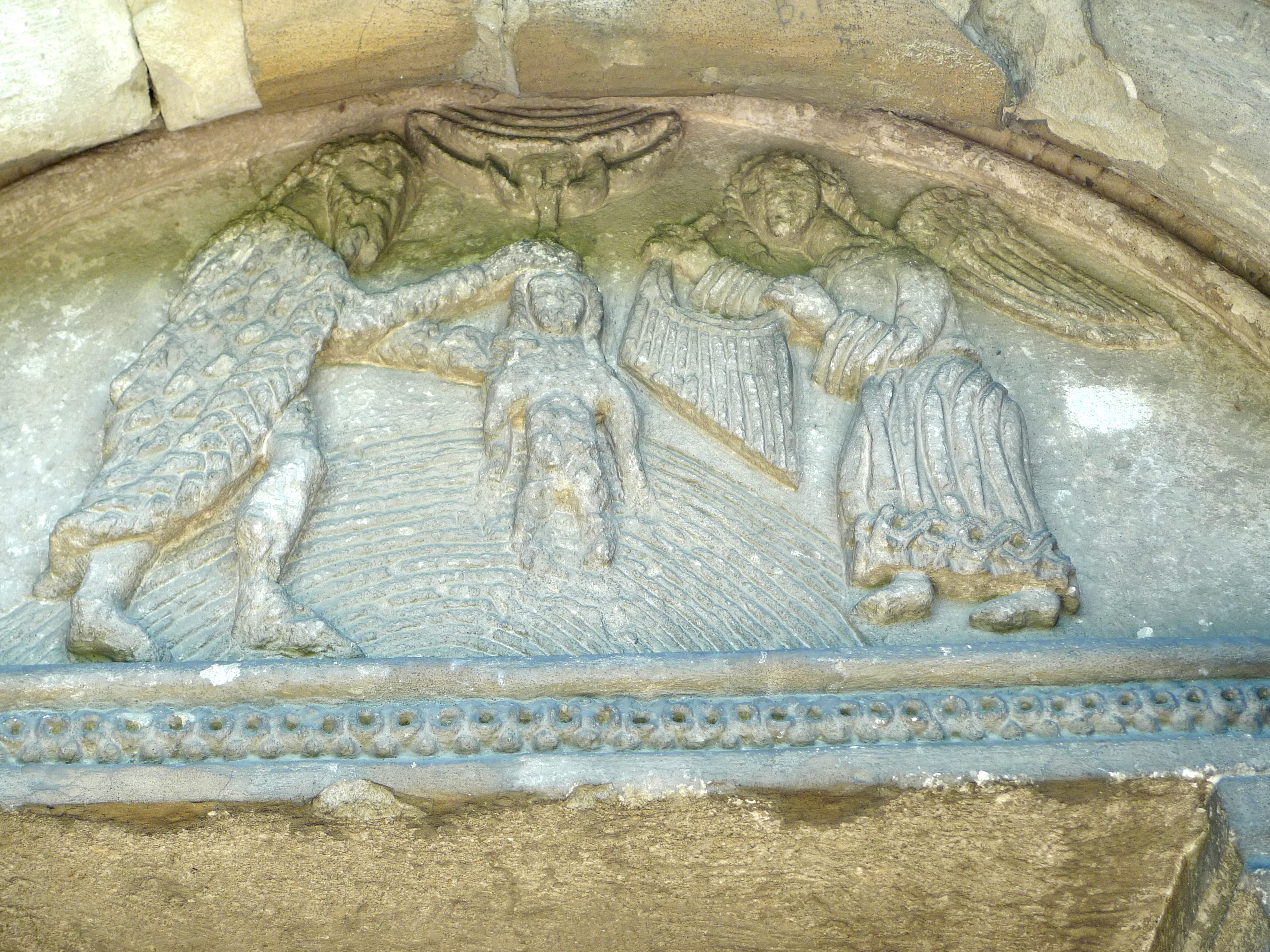
Tympanon

Die Rundkirche Petronell steht auf einem Hügel südlich der Hauptstraße im Westen der Ortschaft Petronell in der Marktgemeinde Petronell-Carnuntum im Bezirk Bruck an der Leitha in Niederösterreich. Sie ist eine der ältesten und wertvollsten Rundbauten Österreichs und eines der bedeutendsten romanischen Bauwerke des Landes. Stifter waren die damaligen Grundherren, die Liechtensteiner, heutiger Eigentümer ist die Familie Abensperg und Traun.  Die Kirche steht unter Denkmalschutz (Listeneintrag).

## Geschichte
Ein perspektivischer Plan der Herrschaft Petronell zeigt die Rundkirche im Jahr 1656 außerhalb der Ortschaft mit einer wehrhaften Ummauerung mit Bastionen.
Der Dehio 2003 nennt einen Vorgängerbau wahrscheinlich in der zweiten Hälfte des 11. Jahrhunderts und einen einheitlichen Neubau um 1200, während Erwin Reidinger 2025 dafür die Begriffe Gründungsbau und Umbau einführt.
Nach Beschädigungen an der Rundkirche im Türkenkrieg 1683 wurde die Kirche von 1695 bis 1699 renoviert. Weiters wurde die Rundkirche auf einer Anschüttung errichtet, was zu schwerwiegenden Setzungen führte, was als wesentliche Ursache für die Bauschäden zu nennen ist. Bereits 1869 hat die k.k. Centralkommission zur Erforschung und Erhaltung der Denkmale im Zuge einer Restaurierung in drei Abschnitten Fundamentverstärkungen vorgenommen. So wurde mit zahlreichen Sanierungen versucht, das Gebäude in Stand zu halten, eine Bauaufnahme Karner in Petronell aus 1941 von Margaretha Duchan und Friedrich Häupl (TU Wien) zeigen Bauwerkssetzungen und die dadurch verursachten Schiefstellungen der Wände. Die Dissertation 1951 von Adolf Lowatschek beinhaltet umfangreiche Bauaufnahmen aus 1949/1950 zur abschnittsweise durchgeführten Fundamentunterfangung mit bewehrtem Ortbeton der Rundkirche. Bei diesen Arbeiten wurde auch ein Verschließungsrost aus Stahlbeton an der Mauerkrone durchgeführt sowie die Dachkonstruktion nach einem alten Vorbild erneuert. 1999 wurde die Rundkirche erneut statisch befundet und der Sanierungsbedarf wurde 2024 ermittelt.

## Architektur

### Kirchenäußeres
Die Kirche besteht aus einem höheren Rundbau mit einem geschwungenen Kegeldach und einer östlichen niedrigeren Apsis mit einem halbkreisförmigen Schluss. Sie ist in romanischem Steinquaderwerk errichtet. In den meterdicken Außenmauern verbirgt sich ein Gang, der zur Verteidigung gegen die häufigen Überfälle diente. Die Außenfassade ist durch zarte Halbsäulenpilaster mit Kapitellen gegliedert. Die Pilaster stehen mit ihrer Basis in einem durchlaufenden, profilierten Sockel und enden in dem  Rundbogenfries unter der Traufe. In die Kirche kommt man über ein romanisches Stufentor mit je vier Halbsäulen mit Würfelkapitellen.
Das Kegeldach stammt aus der Zeit um 1700.

### Kircheninneres
Das Kircheninnere zeigt einen Hauptraum über einem kreisförmigen Grundriss, in der obersten Zone mit einer 
sechzehneckigen umlaufenden Galerie aus dem Ende des 17. Jahrhunderts. Es gibt rechteckige Öffnungen in den Hauptraum. Anstelle des ursprünglichen Kreuzrippengewölbes, das 1696 abgebrochen worden war, befindet sich über einem profilierten Gesims eine hölzerne Flachkuppel. In der dicken Außenmauer befindet sich ein eingelassener Gang zur ehemaligen romanischen Empore, wobei bei der Restaurierung 1950/1951 die Fundamente der beiden romanischen Emporensäulen freigelegt wurden, ein Kapitell ist in Verwahrung. Es besteht ein Umgang aus dem 17. Jahrhundert, womöglich mit einer ehemaligen Wehrfunktion. Weiters östlich zwei Konsolen vom ehemaligen Kreuzrippengewölbe und Reste vom romanischen Gesims.
Der romanische Triumphbogen ist bedingt durch Setzungen gedrückt, er hat an den Gewändekanten Halbsäulen unter einem profilierten Kämpfergesims. Die Apsis hat ein Gewölbe aus dem Ende des 17. Jahrhunderts.

## Ausstattung
Im Hauptraum und an den Triumphbogenwänden gibt es gemalte Weihekreuze wohl aus der Bauzeit. Nördlich befinden sich nicht bestimmbare Wandmalereien welche 1950/1951 freigelegt wurden.

## Einrichtung
Der Blockaltar ist gemauert.
An den Gewölbekonsolen befinden sich zwei Holzstatuen Hl. Joachim und Hl. Anna vom Bildhauer Philipp Ungleich von 1698 mit einer Bemalung von Georg Klausner. Ein spätgotisches Kruzifix aus Holz entstand wohl im Anfang des 16. Jahrhunderts.

## Grabdenkmäler
- Es gibt eine Gruft Abensperg und Traun mit einer Deckplatte mit der Jahresangabe 1729 mit einem Reliefwappen.
- Eine Grabplatte mit Reliefwappen Veit von Kranichberg gestorben 1510.
- Eine Inschriftgrabplatte zu Dorothea Rauberin, geborene Sarsegin, gestorben 1561.
- Eine Grabplatte zu Christian Helffenberger 1682.